# 日本都市青年会議
日本都市青年会議は、5大市青年団体協議会（大阪市・横浜市・神戸市・京都市・名古屋市が1953年《昭和28年》設立）に、東京特別区・北九州市を加えた7都市の青年団体が、1969年（昭和44年）に発足させた。日都青と略される。中央青少年団体連絡協議会に加盟。

## 概説
- 都市部の青年活動を育成・支援するとともに、日本全国の都市で活動する青年仲間と研究・交流を展開している。
- 毎年秋に全国大会を、冬に青少年担当行政職員セミナーを各都市の青（少）年団体、地域青年団、文化、スポーツ、学習サークル、ボランティアグループ、青少年担当行政職員、青少年活動の研究者など幅広い参加を得て開催している。いずれも文部科学省の補助対象事業。
  - 第1回の全国大会（大阪市）は、日本万国博覧会を記念し、25都市の参加を得て開催された。都市青年が抱える各種問題に対し、同様の悩みを抱える全国の仲間と連携し、共通問題として取り組んでいく趣旨による。
  - それぞれの立場から、都市型青年活動の活性化に向けて研究討議している。また、各都市の青年団体の活動の分析や社会教育活動の意義付け等を研究し、今後の青年団体活動を図るための資料「都市青年団体活動一覧」を作成している。

### 都市系青年団体と農山漁村部系の青年団
日都青が都市系青年団体の組織であるのに対し、農山漁村部の若者組をルーツに持つ青年団の全国組織に日本青年団協議会がある。